# George Edward Glass
George Edward Glass, född 27 augusti 1960, är en amerikansk affärsman och diplomat. Han är USA:s ambassadör i Portugal sedan 2017. Han var verkställande direktör för Pacific Crest Securities 1990–2014.
Glass har kandidatexamen från University of Oregon. Han är katolik och intresserar sig för fotboll och jakt. Inför presidentvalet i USA 2016 donerade Glass först pengar till Jeb Bushs kampanj men senare donerade han mycket större summor till Donald Trumps vinnande kampanj.